# آدریا کویادو
آدریا کویادو (اسپانیایی: Adrià Collado‎؛ زادهٔ ۳ اوت ۱۹۷۲) بازیگر اهل اسپانیا است.
از فیلم‌ها یا برنامه‌های تلویزیونی که وی در آن نقش داشته‌است می‌توان به هر چه بیشتر، بهتر، اویتا، هنر مردن، ببخشید اگر عشق صدایت می‌زنم و اگر تو بودی اشاره کرد.